# Juan Guidi
Juan Héctor Guidi (Avellaneda, 14 luglio 1930 – Buenos Aires, 8 febbraio 1973) è stato un calciatore argentino, di ruolo centrocampista.

## Palmarès

### Club

#### Competizioni nazionali
- Primera B Nacional: 2

Lanús: 1950; 1964

### Nazionale
- Campeonato Sudamericano de Football: 1

Perù 1957